# Ampelita fulgurata
Ampelita fulgurata là một loài ốc, động vật thân mềm sống trên cạn trong họ Acavidae.
Đây là loài đặc hữu của Madagascar.